# Каракуди
Каракудите (Carassius), наричани също караси или таранки, са род сладководни риби от семейство шаранови. В България се срещат два вида – Сребриста каракуда и Златиста каракуда. Обитават застояли или не много бързи води. Тялото е сравнително по-високо от това на шарана, но за разлика от него нямат мустачки и размерите са по-малки. Каракудите са вегетарианци или всеядни. Издържат много ниско съдържание на разтворен кислород във водата.

## Видове
- Златна рибка, Carassius auratus
- Сребриста каракуда, Carassius gibelio
- Златиста каракуда, Carassius carassius
- Carassius cuiveri

## Описание
В България обитава както златната обикновена каракуда, така и сребърната каракуда – Carassius auratus gibelio. Поради това, че в биологията и в поведението им общото е повече от съществените различия, по-нататък ще говорим за каракудата изобщо. Тя е представител на семейство шаранови. От самия шаран се отличава доста трудно, но все пак основната разлика е, че тя няма мустачки в края на устата. Златистата каракуда достига до 40 cm дължина и тегло до 1,5 кг. При сребристата темпът на растеж е доста по-бърз и тя достига до 45 cm дължина и тегло до 4,5 кг. Общо взето се смята, че обикновената каракуда се развива повече във височина и расте много по-бавно от сребристата си братовчедка. Тялото на златистата каракуда е странично сплескано и силно изгърбено във височина. Гърбът е тъмнобронзов, а страните са златисти. Люспите са едри и ясно откроени. При сребристата люспите са малко по-едри, а гърбът на рибата тъмнее в зеленикаво, маслиново до сиво-черно. Страните са матово сребристи.
И двата вида каракуда са пословично издръжливи и непретенциозни към водите, които обитават. Това е една от рибите, които могат да оцелеят във вода с минимални количества разтворен кислород (0,6 – 0,5 cm³/л). Каракудата е способна да остане жива дори в обикновена локва. Тя е разпространена повсеместно, като единственото ѝ изискване е да няма бързо течение, защото тромавото ѝ тяло не е пригодено да се бори с него. Ето защо каракудата най-добре се развива в гьолове, блата, мъртвици и стари речни корита, микроязовирчета, баластриери, долните бавни течения на реките и големите ни язовири.
Намират се както в топлите води на язовирите „Розов кладенец“ и „Овчарица“, така и в студените води на язовирите „Искър“ и „Батак“. През зимата, особено в по-плитките водоеми, рибите се притаяват в тинята и изпадат в летаргия. Ако зимата е студена и водоемът замръзне до дъно, това ги спасява от смърт. Завита в мокър вестник, каракудата остава жива до два дни. Мнозина въдичари дори си купуват прясна, наглед мъртва дунавска ситна таранка от магазина, слагат я във вода и така поне 25 на сто от рибите се съживяват, за да бъдат използвани за стръв при риболов на щука.
Обичаен обект на спортния риболов. Счита се, че не притежава високи вкусови качества. Въпреки че често се заравя в тинята, месото и много рядко мирише на тиня.